# Jean-Paul Vesco
Mons. Jean-Paul Vesco (* 10. března 1962, Lyon) je francouzský římskokatolický duchovní, arcibiskup Alžíru a člen řádu dominikánů.

## Život
Narodil se 10. března 1962 v Lyonu jako syn pojišťovacího agenta Maxima Vesca a zdravotní sestry Monique Chaillanové. Po střední škole začal studovat na Externat Sainte Marie de Lyon. V červnu 1981 získal bakalářský titul z literatury. V letech 1981 až 1985 studoval ve svém rodném městě právo. Od září 1986 do prosince 1988 byl mistrem obchodní administrativy a získal certifikát o způsobilosti pro povolání advokáta. Od roku 1989 do roku 1995 vykonával svou advokátskou praxi.
V září 1995 vstoupil do Dominikánského noviciátu provincie Lyon ve městě Štrasburk. Dne 14. září 1996 složil své dočasné sliby a v září 1999 své věčné sliby.
V červnu 2000 získal na Fakultě teologie v Lyonu licenciát z teologie a byl vysvěcen na jáhna. Na kněze byl vysvěcen 24. června 2001.
Roku 2005 se stal generálním vikářem diecéze Oran a jejím diecézním ekonomem.
Dne 28. prosince 2010 se stal provinciálem Dominikánů ve Francii.
Dne 1. prosince 2012 jej papež Benedikt XVI. jmenoval diecézním biskupem Oranu. Biskupské svěcení přijal 25. ledna 2013 z rukou kardinála Philippa Barbarina a spolusvětiteli byli arcibiskup Ghaleb Moussa Abdalla Bader a biskup Alphonse Georger.
Dne 27. prosince 2021 jej František jmenoval arcibiskupem Alžíru.

### Kardinálská kreace
V neděli 6. října 2024 papež papež František oznámil, že na 8. prosince 2024 svolá konzistoř, v níž bude jmenovat 21 nových kardinálů a mezi nimi také Mons. Vesca. Datum konzistoře bylo později změněno na 7. prosince.